# 连续双q哈恩多项式
连续双q哈恩多项式是一个由广义超几何函数定义的正交多项式
{\displaystyle p_{n}(x;a,b,c|q)={\frac {(ab,ac;q)_{n}}{a^{n}}}*_{3}\Phi _{2}(q^{-}n,ae^{i\theta },ae^{-i\theta };ab,ac|q;q)}

## 极限关系
令连续双q哈恩多项式中的{\displaystyle c=0}，即 →阿拉-萨拉姆-迟哈剌多项式

## 图集
|  |  |  |

|  |  |  |